# Ștefan Ciuntu
Pour les articles homonymes, voir Ciuntu.
Pas d'image ? Cliquez ici

a Compétitions nationales et continentales officielles uniquement.

b Matchs officiels uniquement.
Dernière mise à jour le 10 novembre 2021.
Ștefan Ciuntu, né le 10 avril 1986 à Galați, est un joueur de rugby à XV. Il joue au poste d'ailier avec la Roumanie et avec le CSM Baia Mare. Il mesure 1,82 m pour 85 kg.

## Carrière

### En sélection nationale
Il a disputé son premier match avec l'équipe de Roumanie le 29 septembre 2007 contre l'équipe de Nouvelle-Zélande.

## Palmarès

### En club
- Champion de  Roumanie en 2009, 2010 et 2011 avec le CSM Baia Mare .

### En sélection nationale
- 34 sélections entre 2007 et 2011.
- 50 points (10 essais).

En coupe du monde :
- 2007 (1)
- 2011 (3)